# Гатаноа (міфи Ктулху)
Гатаноа (англ. Ghatanothoa) — центральне міфічне божество творів Говарда Лавкрафта «Поза часом», залишене на Землі прибульцями Мі-го з планети Юггот задовго до початку існування людської цивілізації.
Гатаноа безсмертний і мешкає в підземеллі фортеці, яка колись розташовувалася на горі Йаддітх-Гхо, в царстві К'наа, на зниклому континенті Му. Географічно гора розташована поблизу Нової Зеландії. За легендою, кожен, хто побачить древнє божество або навіть його зображення, впаде в стан скам'яніння, при цьому мозок і внутрішні органи залишаться цілими і продовжать життєву активність доти, поки якийсь зовнішній чинник не зруйнує скам'янілу оболонку. Щоб уникнути пробудження Гатаноа, люди царства К'наа щорічно приносили в жертву дванадцять юних воїнів і дванадцять дівчат. Їх тіла спалювалися на вогнищах в мармуровому храмі біля підніжжя гори, оскільки жодна людина не насмілювався піднятися до фортеці на вершині гори. Найзначнішим виступом людини проти Гатаноа було скоєно служителем храму Шуб-Ніггурата на ім'я Т'юог, про що розповідається в «Безіменних культах» Фредеріка фон Юнтца. Т'юог створив сувій, який повинен був захистити його від руйнівного ефекту виду божества, але через підміну жерцями Гатаноа сувою на підроблений, він зазнав невдачі. Описувані події відносяться до Року Червоної Місяця, що за версією фон Юнтца відповідає 173148 року до н.е.
За серії розповідей Ліна Картера "Xothic legend cycle", Гатаноа є первістком Ктулху. Колін Генрі Вілсон пов'язав Гатаноа з інопланетною расою енергетичних ящірок Ллоігор і назвав їх слугами божества.